# Orazio Fagone
Orazio Fagone (Catania, 13 november 1968) is een Italiaans shorttracker.
Tijdens de Olympische Winterspelen 1994 won Fagone de gouden medaille in de relay.

## Resultaten

### Olympische Winterspelen
| Jaar | Plaats      | Resultaten                |
| ---- | ----------- | ------------------------- |
| 1992 | Albertville | 8e relay 24e 1000 m       |
| 1994 | Hamar       | relay 31e 500m 15e 1000 m |

### Wereldkampioenschappen
| Jaar | Plaats      | Resultaten          |
| ---- | ----------- | ------------------- |
| 1988 | St. Louis   | relay               |
| 1992 | Nobeyama    | team                |
| 1993 | Boedapest   | team                |
| 1994 | Cambridge   | team                |
| 1996 | Den Haag    | individueel · relay |
| 1996 | Lake Placid | team                |
| 1997 | Seoel       | team                |

1992: Kim, Lee, Mo, Song ·
1994: Carnino, Fagone, Herrnhof, Vuillermin ·
1998: Bédard, Campbell, Drolet, Gagnon ·
2002: Bédard, Gagnon, Guilmette, Tremblay, Turcotte ·
2006: Ahn, Lee, Seo, Song ·
2010: Bastille, Ch. Hamelin, F. Hamelin, Jean, Tremblay ·
2014: An, Grigorev, Jelistratov, Zacharov ·
2018: S. Liu, S.S. Liu, Knoch, Burján ·
2022: Ch. Hamelin, Dubois, Pierre-Gilles, Dion